# Arcidiocesi di Arcadiopoli di Europa
L'arcidiocesi di Arcadiopoli di Europa (in latino Archidioecesis Arcadiopolitana in Europa) è una sede soppressa del patriarcato di Costantinopoli e sede titolare della Chiesa cattolica.

## Storia
Arcadiopoli, che corrisponde all'odierna Lüleburgaz, fu una sede ecclesiastica della provincia romana di Europa (corrispondente all'odierna Turchia europea) nella diocesi civile di Tracia e nel patriarcato di Costantinopoli.
Eretta nel V secolo (dopo il 431), ed originariamente suffraganea della metropolia di Eraclea, fu in seguito elevata al rango di arcidiocesi autocefala come appare nella Notitia Episcopatuum dello pseudo-Epifanio, composta durante il regno dell'imperatore Eraclio I (circa 640). La sede appare nelle Notitiae fino al XIV secolo.
Sono quattro i vescovi noti di questa antica diocesi. Luciano fu presente al concilio di Calcedonia nel 451; Sabbazio partecipò al secondo concilio di Costantinopoli del 553; Giovanni prese parte al secondo concilio niceno nel 787; e Basilio assistette al Concilio di Costantinopoli dell'879-880 che riabilitò il patriarca Fozio di Costantinopoli. La sigillografia ha restituito i nomi di tre arcivescovi di Arcadiopoli, Pietro, Stefano e Giovanni, i cui sigilli sono datati tra IX e XI secolo.
Dal 1933 Arcadiopoli di Europa è annoverata tra le sedi arcivescovili titolari della Chiesa cattolica; la sede è vacante dal 24 ottobre 1968.

## Cronotassi

### Arcivescovi greci
- Luciano † (menzionato nel 451)
- Sabbazio † (menzionato nel 553)
- Giovanni † (menzionato nel 787)
- Basilio † (menzionato nell'879)
- Pietro † (IX/X secolo)
- Stefano † (X/XI secolo)
- Giovanni † (fine XI secolo)

### Arcivescovi titolari
- Emile Yelle, P.S.S. † (21 luglio 1933 - 21 dicembre 1947 deceduto)
- Marcel-François Lefebvre, C.S.Sp. † (22 settembre 1948 - 14 settembre 1955 nominato arcivescovo di Dakar)
- Auguste-Siméon Colas, M.E.P. † (28 ottobre 1955 - 24 ottobre 1968 deceduto)